# Sarni Grzbiet

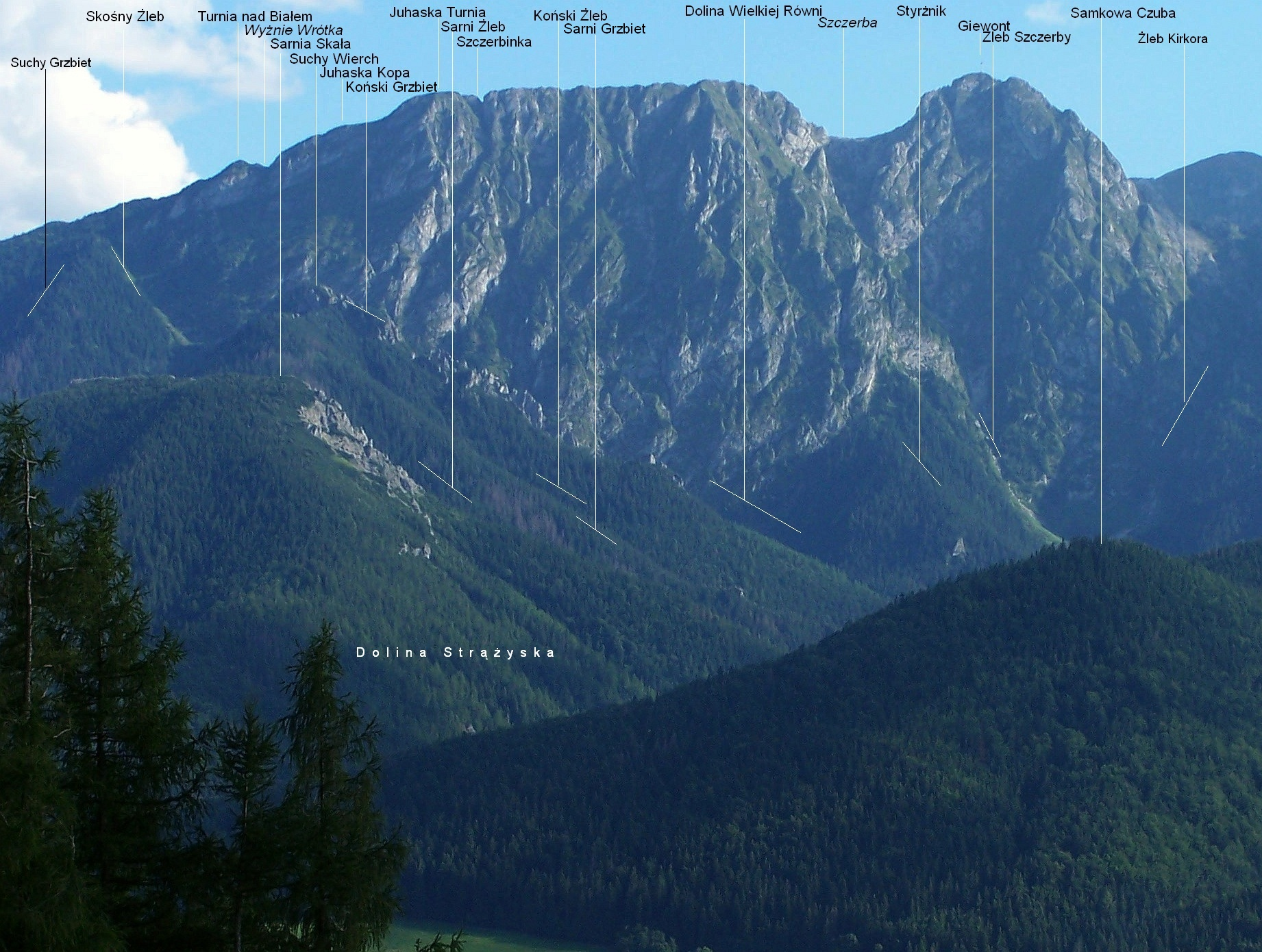

Sarni Grzbiet – boczne odgałęzienie grzbietu oddzielającego Dolinę Białego od Doliny Strążyskiej w Tatrach Zachodnich. Opada do Doliny Strążyskiej z niewielkiego wierzchołka położonego pomiędzy Suchym Wierchem (1539 m) a Czerwoną Przełęczą (1300 m) i oddziela Koński Żleb (po południowej stronie) od Sarniego Żlebu (po północnej stronie). Jest to całkowicie zalesiony grzbiet, tylko w jego środkowej części wznosi się bezimienna skałka.
Północnymi stokami Sarniego Grzbietu, powyżej dna Sarniego Żlebu prowadzi Ścieżka nad Reglami, odcinek z Czerwonej Przełęczy do Doliny Strążyskiej.
Szlaki turystyczne
 Ścieżka nad Reglami, odcinek: Kuźnice – Hala Kalatówki – skrzyżowanie ze szlakiem żółtym z Doliny Białego – Czerwona Przełęcz – Polana Strążyska. Na polance w rejonie przełęczy od ścieżki odchodzi odgałęzienie szlaku na Sarnią Skałę.
- Czas przejścia z Kalatówek na przełęcz: 1:25 h, z powrotem 1 h
- Czas przejścia z przełęczy na Polanę Strążyską: 35 min, ↑ 50 min
- Czas przejścia z przełęczy na Sarnią Skałę: 10 min, ↓ 10 min